# Agua Bella
Agua Bella (dt. schönes Gewässer) ist eine peruanische Musikgruppe, die seit ihrer Gründung im Februar 2000 im Stil der Chicha in Peru, Teilen Chiles, Kolumbiens und Ecuadors und unter peruanischen Einwanderern in den USA sehr erfolgreich sind und inzwischen mehrere CDs vorweisen kann.
Alle Mitglieder von Agua Bella sind Frauen, die in einem Casting ausgewählt wurden. Von den ursprünglichen Mitgliedern sind über die Jahre hinweg immer wieder einzelne ausgestiegen, um eine Solokarriere zu probieren oder sich in einem anderen Berufsfeld zu betätigen, was zur Folge hat, dass sich heute keines der Gründungsmitglieder von Agua Bella mehr in der Gruppe befindet. Deswegen wurden Konzerte der letzten Besetzung von Agua Bella auch mit „Nueva Generación“ (dt. „Neue Generation“) beworben, die aktuelle Besetzung hat den Titel „La Nueva Etapa“ (dt. „Die neue Etappe“).

## Geschichte
Im Februar 2000 wurden von ihrem Manager, José Castillo Cáceres, die jungen Frauen vorgestellt, die bei dem Casting zu „Agua Bella“ die Jury von ihrem Können und Aussehen überzeugen konnten. Die jungen Frauen der ersten Generation von Agua Bella waren Evelyn Campos Cumpa, Yolanda Medina, Marina Mercedes Yafac Cáceres und Maricarmen (Mary Carmen) Marín.
Schon kurze Zeit später konnte Agua Bella seine erste CD-Produktion vorweisen: Cariño loco, ein Album, auf dem sich unter anderem auch die Hits Imposible olvidarte (dt. „Unmöglich, dich zu vergessen“), Merezco un nuevo amor (dt. „Ich verdiene eine neue Liebe“), Lucerito (dt.„Sternschnuppe“) fanden. Diese CD wurde so oft verkauft, dass sie mit einer Goldenen Schallplatte ausgezeichnet wurde.
Das erste professionelle Konzert fand in Iquitos statt. Innerhalb eines Jahres absolvierten die Gruppe fast 350 Konzerte, hinzu kamen einige Fernsehauftritte. Schließlich gab es sogar eine Tour durch Ecuador. Auf dem seit 1991 stattfindenden „Festival Internacional del Cusco“ war Agua Bella 2001 die einzige Cumbiagruppe, die auftreten durfte.
Wegen des großen Erfolges war das Erscheinen einer weiteren CD nur die logische Folge. Diese CD erschien im Jahr 2002 und trug den Titel „Agua Bella, sólo hay una“ (dt. Agua Bella ist einzigartig). Auf dieser CD finden sich Lieder wie Pasito Tun Tun (dt. „Der Tun Tun-Schritt“), Luna bonita (dt. „Schöner Mond“), Agua de veneno (dt. „Vergiftetes Wasser“), Renuncio a ti (dt. „Ich kann auf Dich verzichten“).
In der Folge kam es zu einigen Wechseln in der Besetzung von Agua Bella. 2005 veröffentlichte Agua Bella als erste peruanische Cumbiagruppe ein Doppelalbum. Dieses trägt den Namen El fieston de Agua Bella (dt. „Das Riesenfest mit Agua Bella“). Die populärsten Hits dieses Doppelalbums sind Paloma del alma mía (dt. „Taube meiner Seele“), El silbido (dt. „Der Pfiff“) und Rockola Agua Bella. In den letzten Jahren gab es weitere Tourneen durch die USA, Kanada, Spanien und Italien.
Wegen ihrer großen Beliebtheit ist besonders auch auf Touren durch das Ausland Giuliana Rengifo mit von der Partie.

## Diskografie
Alben
- 2000: Cariño loco (Iempsa, Goldene Schallplatte)
- 2001: ¡Solo hay una! (Iempsa)
- 2001: Mil años (Iempsa)
- 2001: Mejor que nunca (Iempsa, Platin-Schallplatte)
- 2002: Sólo compárame (Iempsa, Goldene Schallplatte)
- 2002: Mi orgullo puede más (Iempsa)
- 2003: El gran fiestón (Iempsa)
- 2006: Lo nuevo y lo mejor
- 2010: Cumbia para el mundo (Xendra Music)
- 2014: Y sus grandes éxitos versiones originales (Xendra Music)